# مجلس الانتخابي (الإمبراطورية الرومانية المقدسة)

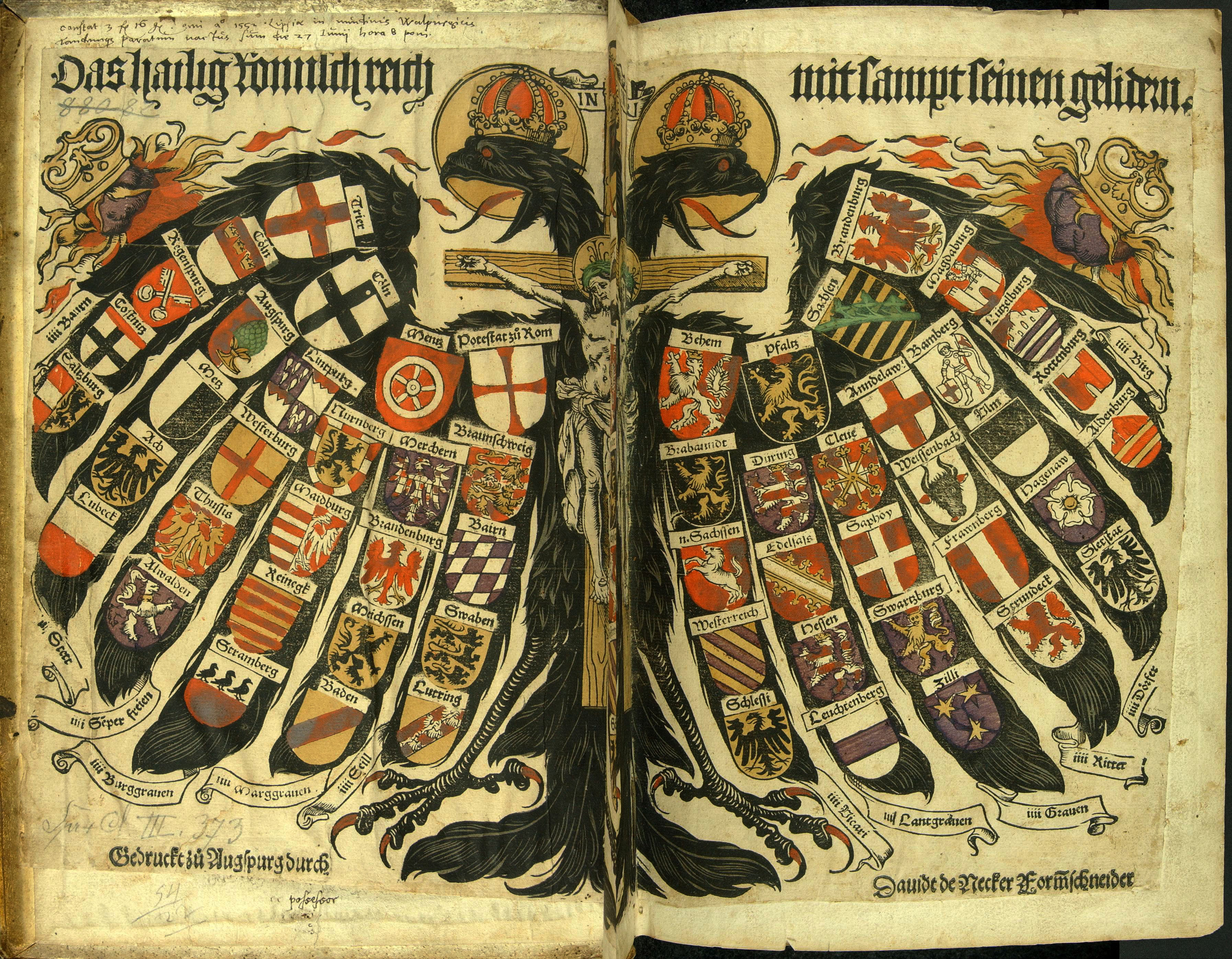
شعار الإمبراطورية الرومانية المقدسة؛ في الجزء العلوي توجد شعارات الأمراء الناخبون.

مجلس الانتخابي (الألمانية:Kur) للإمبراطورية الرومانية المقدسة هو مكان تجمع الامراء-الناخبون من أجل التصويت لـ ملك الرومان القادم وإمبراطور الروماني المقدس، الاسم الألماني لهذه التجمع هو Kur، وهي مشتقة من الكلمة الألمانية الوسيطة العليا kur أو kure والتي تعني (انتخاب).
في البداية كان كل من يسمى «عظيم في الإمبراطورية» (Große des Reiches) يحق له التصويت، ولكن بحلول النصف الثاني من القرن الثالث عشر أصبح من حق الأمراء الناخبون في البداية الذين كانوا سبعة ومع مرور الوقت ارتفع إلى تسعة لهم التصويت في انتخابات ملكية.